# Mohamed Abdelaziz (líbiai politikus)
Mohamed Abdelaziz (1951. vagy 1952. –) líbiai politikus, 2013 januárja és 2014 augusztusa között az Arab Liga miniszteri tanácsának külügyminisztere és elnöke volt.

## Fiatalkora
Mohamed Abdelaziz 1951-ben vagy 1952-ben született Tripoliban.  A Kairói Egyetemen diplomázott, és 1975-ben szerzett politológiából diplomát.

## Karrier
Abdelaziz tagja volt a líbiai ENSZ missziónak. Majd a bécsi Bűnmegelőzési Központban dolgozott. Líbia átmeneti kormányának nemzetközi együttműködési és külügyminiszter-helyettese volt. 2013. január 7-én Abdelazizt nemzetközi együttműködési és külügyminiszterré nevezték ki, miután a két minisztériumot újra összevonták. A kabinet elén Ali Zidan állt.
Nézetek
2014 áprilisában a Senussi-dinasztia helyreállítására szólított fel, és arra, hogy az 1951-es föderelista alkotmány által létrehozott alkotmányos monarchia legyen az "egyetlen megoldás" a "biztonság és stabilitás visszaállítására Líbiába".

## Fordítás
Ez a szócikk részben vagy egészben  a   Mohamed Abdelaziz (Libyan politician) című angol Wikipédia-szócikk ezen változatának fordításán alapul.  Az eredeti cikk szerkesztőit annak laptörténete sorolja fel. Ez a jelzés csupán a megfogalmazás eredetét és a szerzői jogokat jelzi, nem szolgál a cikkben szereplő információk forrásmegjelöléseként.